# 2011年の台風
2011年の台風（2011ねんのたいふう、太平洋北西部で発生した熱帯低気圧）のデータ。
台風の発生数は21個で、1951年の統計開始以降では4番目に少ない記録であり、また10月以降の発生数は2個で、過去最も少なかった。10月以降の発生数が少なかったのは、フィリピン東方海上における対流活動が例年よりも不活発であったことが一因である。
台風の発生数が少なかったこともあり、日本に接近した台風の数は9個と平年以下であったが、上陸台風は3個と平年並みであった。7月に四国に上陸した台風6号は局地激甚災害に指定されたほか、9月に上陸した台風12号は紀伊半島を中心に甚大な被害をもたらした。また、同じく9月に静岡県に上陸した台風15号は、東日本を縦断して首都圏にも影響を及ぼした。

## 台風の発生数
| 発生数が多い年 | 発生数が多い年                     | 発生数が多い年 | 発生数が少ない年 | 発生数が少ない年                                 | 発生数が少ない年 |
| 順位           | 年                                 | 発生数         | 順位             | 年                                               | 発生数           |
| -------------- | ---------------------------------- | -------------- | ---------------- | ------------------------------------------------ | ---------------- |
| 1              | 1967年                             | 39             | 1                | 2010年                                           | 14               |
| 2              | 1994年 1971年                      | 36             | 2                | 1998年                                           | 16               |
| 4              | 1966年                             | 35             | 3                | 2023年                                           | 17               |
| 5              | 1964年                             | 34             | 4                | 1969年                                           | 19               |
| 6              | 1989年 1974年 1965年               | 32             | 5                | 2011年 2003年 1977年 1975年 1973年 1954年 1951年 | 21               |
| 9              | 2013年 1992年 1988年 1972年 1958年 | 31             |                  |                                                  |                  |

## 月別の台風発生数
| 1月 | 2月 | 3月 | 4月 | 5月 | 6月 | 7月 | 8月 | 9月 | 10月 | 11月 | 12月 | 年間 |
| --- | --- | --- | --- | --- | --- | --- | --- | --- | ---- | ---- | ---- | ---- |
|     |     |     |     | 2   | 3   | 4   | 3   | 7   | 1    |      | 1    | 21   |

## 「台風」に分類されている熱帯低気圧

### 台風1号（アイレー）
201101・03W・ベベン
5月6日21時に北緯11.9度、東経128.2度のフィリピンの東に熱帯低気圧が発生し、翌日21時に台風として解析され、アジア名「アイレー（Aere）」と命名された。また、フィリピン大気地球物理天文局（PAGASA）はこの台風について、フィリピン名「ベベン（Bebeng）」と命名した。台風は9日にはルソン島に上陸し、農業損失額は270万米ドルに相当する。10日にはフィリピンから離れ、日本に向けて北東方向に進み、12日3時に九州地方の南東沖で熱帯低気圧に変わった。その翌日3時には関東の東海上で温帯低気圧となり、発達しながらアリューシャン列島方面へ進んだ。

この台風で、フィリピンでは死者35人、行方不明者2人、13億7000万フィリピン・ペソの損失を出し、日本でも死者4名の被害を出した。

### 台風2号（ソングダー）
201102・04W・チェデン
5月20日3時に北緯8度18分、東経141度36分のカロリン諸島で熱帯低気圧が発生し、翌日21時に台風に発達して、アジア名「ソングダー（Songda）」と命名された。命名国はベトナムで、同国北西部にある川の名前に由来する。また、フィリピン大気地球物理天文局はこの台風について、フィリピン名「チェデン（Chedeng）」と命名した。台風は25日にかけて非常に強い勢力に発達しながらフィリピン方面へ西進し、26-27日には猛烈な勢力となった。その後衰えつつも29日にかけて南西諸島を沿うように進み、同地域に暴風と大雨をもたらした。29日15時には上陸寸前だったものの、四国沖で温帯低気圧となり、その後、本州南岸を東進し、6月2日15時に消滅した。

この台風により沖縄県では58人が負傷し、損害保険の支払い額は過去4番目の規模となる20億円超となり、愛媛県では1人が死亡する被害が出た。

### 台風3号（サリカー）
201103・05W・ドドン
6月9日3時に北緯14度18分、東経120度18分のフィリピン西部で熱帯低気圧が発生し、同日21時に台風に発達して、アジア名「サリカー（Sarika）」と命名された。命名国はカンボジアで、「さえずる鳥」を意味する。また、フィリピン大気地球物理天文局はこの台風について、フィリピン名「ドドン（Dodong）」と命名した。台風はその後中国へ北上し、11日9時には同国汕頭市に上陸。同日15時に熱帯低気圧となり、同日21時には消滅した。

この台風により、中国では23人が死亡し、10人が行方不明となり、被害額は2億4800万ドルに上った。

### 台風4号（ハイマー）
201104・06W・エゲイ
6月17日3時にフィリピンの東（北緯9度28分・東経129度11分）で熱帯低気圧が発生し、発生から4日半以上経過した21日21時に南シナ海（北緯18度30分・東経114度48分）で台風へと発達したため、アジア名「ハイマー（Haima）」と命名された。また、フィリピン大気地球物理天文局はこの台風について、フィリピン名「エゲイ（Egay）」と命名した。台風は23日11時10分頃に広東省に上陸し、同日17時50分に同省呉川市に再上陸した。その後、25日3時にベトナムで熱帯低気圧となり、26日に消滅した。

この台風によりベトナムではハイフォン市などの北部を中心に、9人の死者・行方不明者と300人近い負傷者を出した。

### 台風5号（メアリー）
201105・07W・ファルコン
6月21日3時にフィリピンの東（北緯11度・東経133度24分）で熱帯低気圧が発生し、22日9時に台風に発達して、アジア名「メアリー（Meari）」と命名された。また、フィリピン大気地球物理天文局はこの台風について、フィリピン名「ファルコン（Falcon）」と命名した。
22日21時には大型の台風となり、25日にかけて先島諸島に向かって北上、最盛期の気圧975hPaの状態で接近した。結果、沖縄県で1人が負傷し、農業ではサトウキビを中心に1億1853万円の被害を出した。
先島諸島を抜けると、朝鮮半島に向かって北上を続け、27日15時に北朝鮮付近の海域で温帯低気圧となり、同日21時に消滅した。
韓国では9人の死者、3人の行方不明者を出し、北朝鮮でも死者はいたものの、詳しい情報は明かされなかった。

### 台風6号（マーゴン）
201106・08W・イネン
7月11日21時にウェーク島付近（北緯18度30分・東経157度18分）で熱帯低気圧が発生し、12日9時に台風になったため、アジア名「マーゴン（Ma-on）」と命名された。また、フィリピン大気地球物理天文局はこの台風について、フィリピン名「イネン（Ineng）」と命名した。16日にかけて発達しながら東進し、13日21時には大型に、14日9時には強い大型の台風に、15日21時には超大型で非常に強い台風となった。その後、北西寄りに進み、四国に向かって北上し、19日23時に大型で強い勢力を保ったまま徳島県南部に上陸した。その後、20日10時前に和歌山県の潮岬を通過し、22日にかけて南下して再び北上すると、24日15時に三陸沖で温帯低気圧となり、31日に消滅した。なお、後述の台風7号の欄にもあるように、台風7号との藤原効果も起きている。

この台風で三重県と高知県で死者2人、奈良県で1人行方不明となる被害を出し、8月12日の閣議では平成23年7月17日から同月20日までの間の暴風雨による高知県安芸市等の区域に係る災害として局地激甚災害に指定された。

### 台風7号（トカゲ）
201107・09W・ハンナ
フィリピンの東海上で発生した熱帯低気圧（09W）は一時ゆっくりと西進し、7月15日正午に台風に昇格したため、アジア名「トカゲ（Tokage）」と命名した。また、フィリピン大気地球物理天文局はこの台風について、フィリピン名「ハンナ（Hanna）」と命名された。しかしこの台風は、その直後に接近してきた台風6号に吸い寄せられるように東に進路を変え、台風6号に吸収されて同化した。この動きは藤原の効果によるものとみられ、勢力の弱い台風7号がより強い台風6号に取り込まれる形となった。

### 台風8号（ノックテン）
201108・10W・フアニン

7月25日3時にフィリピンの東（北緯12度41分・東経128度6分）で熱帯低気圧が発生し、26日9時に台風となって、アジア名「ノックテン（Nock-ten）」と命名された。フィリピン大気地球物理天文局（PAGASA）はこの台風について、フィリピン名「フアニン（Juaning）」と命名している。台風はの27日にフィリピンのルソン島に上陸し、同日の21時に抜け、29日に海南省を通過、30日にベトナムに再上陸した。その後、31日9時にタイとラオスの国境付近で熱帯低気圧となり、同日15時に消滅した。この台風で、フィリピンでは75人が死亡し、台風が通ったベトナムなどを合わせると死者の総計は100人を超えた。

### 台風9号（ムイファー）
201109・11W・カバヤン
7月27日9時に北緯10度、東経142度のカロリン諸島で熱帯低気圧が発生し、28日15時に台風に発達して、アジア名「ムイファー（Muifa）」と命名された。また、フィリピン大気地球物理天文局はこの台風について、フィリピン名「カバヤン（Kabayan）」と命名した。台風は発達しながらゆっくりとした速度で沖縄地方へ北上し、30日9時に強い台風に、同日21時に非常に強い台風に、8月3日には大型で非常に強い台風となり、沖縄地方には8月5日から6日にかけて最接近した。その後台風は衰えながらも北上を続け、9日にかけて朝鮮半島に最接近した。9日9時には中国で熱帯低気圧となり、同日21時に温帯低気圧に変わった。

沖縄県では、台風がゆっくりとした速度で進んでいたこともあり、影響が長引き、8人の重傷者含む42人が負傷し、農業面では6億6273万円の被害を被った。また韓国では4人が死亡し、、北朝鮮でも100棟以上が破壊され10人を超える死者・負傷者を出した。また、フィリピンでも4人が死亡している。

### 台風10号（マールボック）
201110・12W

8月3日3時にウェーク島（北緯23度12分・東経163度）で熱帯低気圧が発生し、同日15時に台風に発達したため、アジア名「マールボック（Merbok）」と命名された。台風はゆっくりとした速度で西に進み、980hPaにまで気圧が低下したものの、その後北に方向を転じ、次第に低くなる海面温度により衰え、温帯低気圧の性質を帯びはじめ、10日3時には温帯低気圧となり、12日15時に消滅した。

### 台風11号（ナンマドル）
201111・14W・ミナ

8月21日21時にパラオの北部の海域（北緯12度24分・東経128度36分）で熱帯低気圧が発生し、2日後の23日21時に台風に発達したため、アジア名「ナンマドル（Nammadol）」と命名された。また、フィリピン大気地球物理天文局はこの台風について、フィリピン名「ミナ（Mina）」と命名した。25日から26日にかけて急激に発達し、25日9時に強い台風、26日3時に非常に強い台風となった。そして27日にフィリピン北部を通過し、29日に台湾台東県に上陸し。31日9時に熱帯低気圧に変わり、9月1日に消滅した。この台風により、フィリピンでは2人の漁師が行方不明となった。

### 台風12号（タラス）
201112・15W
8月24日3時にマリアナ諸島の西（北緯15度12分・東経142度42分）で熱帯低気圧が発生し、25日9時に台風に発達したため、アジア名「タラス（Talas）」と命名された。この時、既に大型の台風となっている。台風は日本に向けて発達しながら北上し、9月3日10時には大型の勢力を保ったまま高知県東部に上陸し、同日18時に岡山県南部に再上陸した。上陸して海に抜けた後、5日15時に日本海中部で温帯低気圧となり、7日に消滅した。
台風は遅い速度で進んでいたこともあり、大雨の影響が長引き、奈良県上北山村で総降水量1800ミリを超えたのを始め、三重県や和歌山県では降り始めからの雨量が1000ミリを超えたところがあり、観測史上1位の値を更新した地点も多かった。笹ヶ瀬川・足守川など、3河川で氾濫が発生し、農業面でも1453億円を超える被害となった。

土砂災害・浸水害共に顕著であったこの台風は平成23年8月29日から9月7日までの間の暴風雨及び豪雨による災害について激甚災害に指定された。この台風により83人が死亡、15人が行方不明、浸水家屋は2万2000棟を超える規模の災害となった。

### 台風13号（ノルー）
201113・16W

9月2日9時に南鳥島近海（北緯21度18分・東経149度48分）で熱帯低気圧が発生し、3日21時に台風に発達したため、アジア名「ノルー（Noru）」と命名された。台風は日本のはるか東を北上し、次第に温帯低気圧の性質を帯び、台風として大きな影響を与えることなく、6日21時に日本のはるか東で温帯低気圧に変わった。温帯低気圧となった後はサハリンに向けて北西に進み、気象庁の監視域外に達した。

### 台風14号（クラー）
201114・17W・ノノイ
9月6日15時にフィリピンの東海上（北緯19度30分・東経134度34分）で熱帯低気圧が発生し、7日9時に日本の南海上で台風に昇格したため、アジア名「クラー（Kulap）」と命名された。また、フィリピン大気地球物理天文局はこの台風について、フィリピン名「ノノイ（Nonoy）」と命名した。しかし、台風になっても最低気圧が1000hPaとあまり発達せず、9日9時にはトカラ列島付近で熱帯低気圧に勢力を弱め、11日15時に熱帯低気圧が朝鮮半島で秋雨前線の一部となって、天気図上から消滅した。

台風の影響で、折田汽船は9日、鹿児島市と屋久島を結ぶ便を欠航としたほか、鹿児島県十島村は鹿児島市と奄美大島を結ぶ便を翌日に順延した。先の台風12号によって甚大な被害を受けた和歌山県と奈良県では、この台風からの湿った空気によって再び大気の状態が不安定となり、天然ダム湖が決壊する恐れが高まった。沖縄県西原町では11日、台風の接近に伴って不発弾処理作業が中止となった。

### 台風15号（ロウキー）
201115・18W・オニョク
9月9日21時にマリアナ諸島（北緯20度24分・東経144度42分）で熱帯低気圧が発生し、その90時間後の13日15時に台風に昇格したため、アジア名「ロウキー（Roke）」と命名された。また、フィリピン大気地球物理天文局はこの台風について、フィリピン名「オニョク（Onyok）」と命名した。台風になってからは15日にかけて東進し、その後は19日にかけて大東島地方をぐるりと一周するように回った。19日18時に大型の台風となり、同日21時に大型で強い台風に発達し、20日21時には更に発達して大型で非常に強い台風となった。陸地に近づくにつれ気圧は上がっていくものの、21日14時に静岡県浜松市付近に上陸した時でさえ950hPaの大型で強い勢力を維持していた。東日本に上陸・通過した台風としてはこの勢力は2004年の台風22号以来である。その後台風は北東に進み、22日の未明に太平洋に抜け、同日15時に千島列島沖で温帯低気圧に変わった。
宮崎県などの九州・四国では総降水量が1000ミリを超えたところがあり、また上陸時も950hPaを維持していたこともあり、東京都江戸川区などでは猛烈な風を観測した。10月14日の閣議にて、平成23年9月15日から9月23日までの間の暴風雨及び豪雨による災害について激甚災害に指定された。この台風により、死者18人、行方不明者1人、浸水家屋は7800棟を超え、2011年の台風としては台風21号・台風12号に次ぐ規模の災害となった。

### 台風16号（ソンカー）
201116・19W

9月14日21時にウェーク島（北緯20度36分・東経154度24分）で熱帯低気圧が発生し、15日15時に台風に発達したため、アジア名「ソンカー（Sonca）」と命名された。台風は小笠原諸島に接近したものの、それほど大きな被害は出ておらず、太平洋高気圧の縁を沿うように進み、20日21時に温帯低気圧に変わり、21日に気象庁の監視域外に達した。

### 台風17号（ネサット）
201117・20W・ペトリング

9月23日9時にパラオ諸島の北部（北緯12度36分・東経139度12分）で熱帯低気圧が発生し、24日9時に台風に発達したため、アジア名「ネサット（Nesat）」と命名された。また、フィリピン大気地球物理天文局はこの台風について、フィリピン名「ペドリング（Pedring）」と命名した。台風はフィリピンに向かいながら発達し、26日9時に強い台風に、27日3時に大型の強い台風に発達した。27日の明け方に大型で強い勢力を維持したままルソン島に上陸し、29日の昼過ぎには強い勢力を維持したまま海南省を横切り、30日昼過ぎにベトナムに上陸し、10月1日3時に熱帯低気圧となり、同日9時に消滅した。この台風で、少なくともフィリピンでは35人が死亡し、45人が行方不明となった。

### 台風18号（ハイタン）
201118・21W・ハイタン

9月24日9時に西沙諸島付近の南シナ海（北緯15度48分・東経110度54分）で熱帯低気圧が発生し、25日9時に台風に発達したため、アジア名「ハイタン（Haitang）」と命名された。27日3時にベトナムに上陸する直前のところで熱帯低気圧となり、その後、トゥアティアン＝フエ省に上陸して数時間しないうちに消滅した。

### 台風19号（ナルガエ）
201119・22W・クウィエル

9月26日21時にフィリピンの東（北緯18度18分・東経139度36分）で熱帯低気圧が発生し、28日3時に台風に発達したためアジア名「ナルガエ（Nalgae）」と命名された。また、フィリピン大気地球物理天文局はこの台風について、フィリピン名「クウィエル（Quiel）」と命名した。発達しながらフィリピンに向かって西に進み、29日15時に強い台風に、30日15時には非常に強い台風となった。10月1日の昼前に非常に強い勢力でルソン島に上陸し、4日に海南省を横切り、ベトナムに上陸する直前の5日3時に熱帯低気圧となり、6日3時に消滅した。

### 台風20号（バンヤン）
201120・23W・ラモン

10月9日15時にパラオ諸島（北緯8度5分・東経135度30分）で熱帯低気圧が発生し、11日3時に台風に発達したためアジア名「バンヤン（Banyan）」と命名された。また、フィリピン大気地球物理天文局はこの台風について、フィリピン名「ラモン（Ramon）」と命名した。しかし、台風になっても最低気圧が1002hPaとあまり発達せず、12時間後の11日15時に熱帯低気圧となり、熱帯低気圧になってフィリピン中部の島嶼群を横切り、14日21時に南シナ海で消滅した。なお、1年に最低気圧が1000hPa以上となる台風はこれで3個目となるが、これは1988年以来23年ぶりのことである。

### 台風21号（ワシ）
201121・27W・センドン
12月13日にカロリン諸島（北緯6度12分・東経145度）で熱帯低気圧が発生し、15日15時に台風に発達したため、アジア名「ワシ（Washi）」と命名された。命名国は日本で、「わし座」を意味する。なお、フィリピン大気地球物理天文局（PAGASA）はこの台風について、フィリピン名「センドン（Sendong）」と命名している。台風は西に進み、台風に昇格して間もない16日16時にフィリピン南部のミンダナオ島北東部（北スリガオ州ヒナトゥアン付近）に上陸し、同日22時頃にミンダナオ島中央部のバライバライ市（ブキッドノン州）に入り、17日早朝にかけて同島を横断。スールー海に抜けて18日4時にパラワン島に再上陸した。その後19日9時に南沙諸島付近の南シナ海で熱帯低気圧に変わり、同日15時に消滅した。

## 各台風名
順番はアジア名「ダムレイ」が1とされている。またフィリピン名は、熱帯低気圧がフィリピン大気地球物理天文局（PAGASA）の監視エリアに入ったときに命名されるものである。

PAGASAの熱帯低気圧監視エリア

| 台風         | アジア名 | アジア名 | アジア名     | アジア名     | アジア名                   | フィリピン名 | フィリピン名 |
| 台風         | 順番     | 名称     | 読み         | 命名国・地域 | 意味・由来                 | 名称         | 読み         |
| ------------ | -------- | -------- | ------------ | ------------ | -------------------------- | ------------ | ------------ |
| 1号（1101）  | 111      | Aere     | アイレー     | アメリカ     | 嵐                         | Bebeng       | ベベン       |
| 2号（1102）  | 112      | Songda   | ソングダー   | ベトナム     | 北西ベトナムにある川の名前 | Chedeng      | チェデン     |
| 3号（1103）  | 113      | Sarika   | サリカー     | カンボジア   | さえずる鳥                 | Dodong       | ドドン       |
| 4号（1104）  | 114      | Haima    | ハイマー     | 中国         | タツノオトシゴ             | Egay         | エゲイ       |
| 5号（1105）  | 115      | Meari    | メアリー     | 北朝鮮       | やまびこ                   | Falcon       | ファルコン   |
| 6号（1106）  | 116      | Ma-on    | マーゴン     | 香港         | 山の名前                   | Ineng        | イネン       |
| 7号（1107）  | 117      | Tokage   | トカゲ       | 日本         | とかげ座                   | Hanna        | ハンナ       |
| 8号（1108）  | 118      | Nock-ten | ノックテン   | ラオス       | 鳥                         | Juaning      | フアニン     |
| 9号（1109）  | 119      | Muifa    | ムイファー   | マカオ       | 梅の花                     | Kabayan      | カバヤン     |
| 10号（1110） | 120      | Merbok   | マールボック | マレーシア   | 鳥の名前                   |              |              |
| 11号（1111） | 121      | Nanmadol | ナンマドル   | ミクロネシア | ナンマトル遺跡             | Mina         | ミナ         |
| 12号（1112） | 122      | Talas    | タラス       | フィリピン   | 鋭さ                       |              |              |
| 13号（1113） | 123      | Noru     | ノルー       | 韓国         | ノロジカ                   |              |              |
| 14号（1114） | 124      | Kulap    | クラー       | タイ         | バラ                       | Nonoy        | ノノイ       |
| 15号（1115） | 125      | Roke     | ロウキー     | アメリカ     | 男性の名前                 | Onyok        | オニョク     |
| 16号（1116） | 126      | Sonca    | ソンカー     | ベトナム     | さえずる鳥                 |              |              |
| 17号（1117） | 127      | Nesat    | ネサット     | カンボジア   | 漁師                       | Pedring      | ペドリング   |
| 18号（1118） | 128      | Haitang  | ハイタン     | 中国         | 海棠                       |              |              |
| 19号（1119） | 129      | Nalgae   | ナルガエ     | 北朝鮮       | つばさ                     | Quiel        | クウィエル   |
| 20号（1120） | 130      | Banyan   | バンヤン     | 香港         | 木の名前                   | Ramon        | ラモン       |
| 21号（1121） | 131      | Washi    | ワシ         | 日本         | わし座                     | Sendong      | センドン     |

## 気象庁が「台風」に分類しなかった熱帯低気圧
熱帯低気圧番号がない場合も、熱帯低気圧前段階の低気圧番号があるものは掲載。また、気象庁は台風への発達が予想される熱帯低気圧には「熱帯低気圧a」のようにアルファベットを付与する。
| 熱帯低気番号 | 強さ (J TWC) | 進路 | 衛星画像 | 期間            | 最大風速 | 最低気圧                        | 解説 |
| ------------ | ------------ | ---- | -------- | --------------- | -------- | ------------------------------- | --- |
| 01W          | TD           |      |          | 4月1日-4日      | 30kt     | 1000hPa                         | |
| Amang (02W)  | TD           |      |          | 4月4日-6日      | 30kt     | 1000hPa                         | 温帯低気圧に変わった後、前線のみの時期を経て4月16日に北太平洋上で消滅。                                                  |
| 90W          | TD           |      |          | 5月31日-2日     | -        | 1004hPa                         | |
| なし         | TD           |      |          | 6月15日-16日    | -        | 1004hPa                         | |
| Goring       | TD           |      |          | 7月9日-10日     | -        | 1000hPa                         | |
| なし         | TD           |      |          | 7月14日-16日    | -        | 1000hPa                         | |
| なし         | TD           |      |          | 7月16日-17日    | -        | 998hPa                          | |
| なし         | TD           |      |          | 7月16日         | -        | 1002hPa                         | |
| Lando        | TD           |      |          | 7月31日-8月2日  | -        | 1002hPa                         | |
| 99W          | TD           |      |          | 8月3日-5日      | 30kt     | 1008hPa                         | 伊豆諸島～三重県南部沖に接近し、日本ではゲリラ豪雨が発生。消滅後、気象庁天気予報より、気圧の谷および局地前線に変わった。 |
| 93W          | TD           |      |          | 8月8日-10日     | -        | 1008hPa                         | |
| 13W          | TD           |      |          | 8月8日-15日     | 30kt     | 1004hPa                         | |
| 95W          | TD           |      |          | 8月20日-25日    | -        | 1002hPa                         | |
| 95W          | TD           |      |          | 9月13日-15日    | -        | 1002hPa                         | |
| 90W          | TD           |      |          | 10月11日- 14日  | -        | 1006hPa                         | ベトナムに長時間停滞、フィリピン (熱帯低気圧への発達前の低圧部)                                                          |
| 24W          | TD           |      |          | 11月7日-10日    | 30kt     | 1004hPa                         | |
| 25W          | TD           |      |          | 12月4日-5日     | 30kt     | 1000hPa                         | |
| 26W          | TD           |      |          | 12月10日-14日   | 30kt     | 1000hPa                         | |
| なし         | TD           |      |          | 12月25日        | -        | 1004hPa                         | |
| なし         | TD           |      |          | 12月31日-1月1日 | -        | 1010hPa (低圧部の時期に1008hpa) | |

## 補足
1月18日において、アリューシャン低気圧が温帯低気圧として932hPaにまで発達し、強い冬型気圧配置となって太平洋側の一部も含めて大雪となった。2月24日にはフィリピン南東海上で低圧部が発生し、1004hPaまで発達したが、本年最初の熱帯低気圧には発達しなかった。年が明けて2012年1月13日～14日にも91Wが熱帯低気圧に発達し、実質2011年台風シーズン最後の熱帯低気圧となった。